# Парад рівності

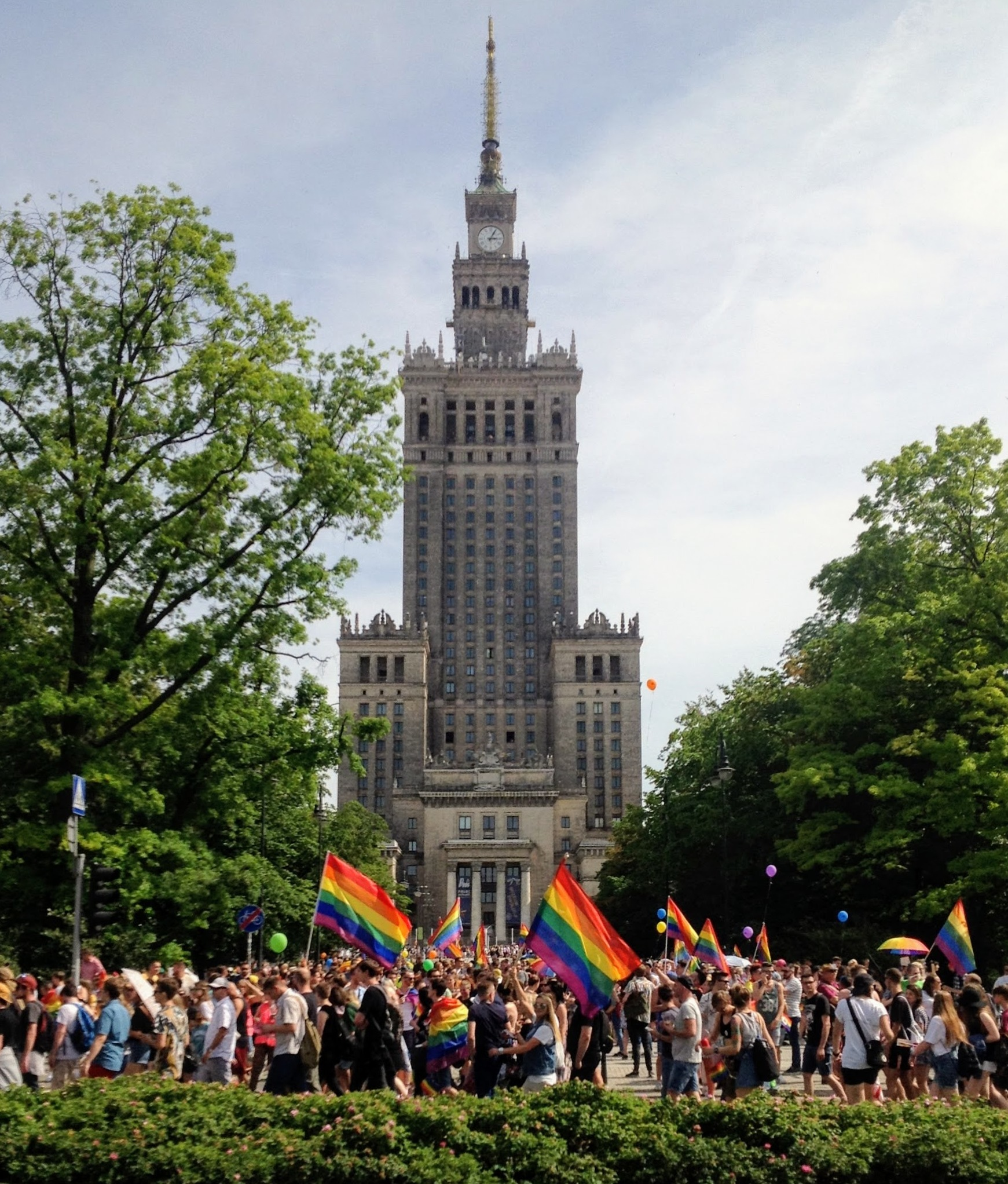
Parada Równości, 2018

Parada Równości (пол. «парад рівності») — це ЛГБТ-парад, що проходить у Варшаві з 2001 року, зазвичай в травні або червні. У 2018 році у ньому взяло участь 45 000 осіб.
Описаний як «перший загальноєвропейський гей-парад, що відбувся в колишній комуністичній країні».
Підтримка параду повільно росте в Польщі; у 2005 захід підтримали 33 % жителів Варшави, а в 2010 році вже 45 %.

## Історія
Хоча зусилля, спрямовані на організацію ЛГБТ-параду в Польщі були зроблені ще в 1998 році, перший успішний парад у Варшаві був організований у 2001 році завдяки зусиллям гей-активіста Шимона Нємєця.
Другий і третій паради були проведені в 2002 і 2003 роках.
В тому році було близько 300 учасників.
У 2002 році парад, за оцінками, мав не менше 1500 учасників, до події 2003 залучено близько 3000.
У 2004 і 2005 чиновники не дозволили паради, пославшись на ймовірність контр-демонстрацій.
Це сталося завдяки партії Леха Качиньського (на той момент мера Варшави, а пізніше президента Польщі) Право і справедливість.
Парад 2006 році був проведений без офіційного втручання, і, за оцінками, зібрав близько 20 000 учасників.
У травні 2007 року заборону було оголошено дискримінаційною і незаконною Європейським судом з прав людини.
У 2007 парад зібрав близько 4000 учасників.
Відтоді паради проводяться щорічно, і відвідуваність значно виросла за ці роки, 4000-6000 учасників у 2011 році, 18000 в 2015 році, близько 45 000 відвідувачів в 2018. Парад рівності отримав широку підтримку з боку регіонального уряду і великих корпорацій.